# Анна Кареніна (фільм, 1974)
«Анна Кареніна» (рос. «Анна Каренина») — російський радянський художній фільм 1974 року режисерки Маргарити Пилихіної. Хореографію поставили Наталія Риженко, Віктор Смирнов-Голованов і Майя Плісецька.

## Сюжет
Екранізація балету Родіона Щедріна, створеного за мотивами однойменного роману Льва Толстого.

## У ролях
- Майя Плісецька — Анна Кареніна
- Олександр Годунов — Олексій Вронський
- Володимир Тихонов — Каренін, чоловік Ганни
- Ніна Сорокіна — Кити
- Маріанна Сєдова — Бетсі Тверська

## Творча група
- Сценарій: Борис Львов-Анохін
- Режисер: Маргарита Пилихіна
- Оператор: Володимир Папян, Валентин Піганов, Маргарита Пилихіна
- Композитор: Родіон Щедрін